# Porcsesd község
Porcsesd község (románul: Comuna Turnu Roșu) község Szeben megyében, Romániában. Központja Vöröstorony, beosztott falva Oltalsósebes.

## Fekvése
A Fogarasi-havasok lábánál, az Olt bal partján helyezkedik el átlagosan 450 méteres tengerszint feletti magasságon, Nagyszebentől mintegy 25 kilométerre. Vasúton a Nagyszeben – Craiova vonalon, közúton az E81-es európai útról Nagytalmácsnál a  DJ 105G megyei útra letérve közelíthető meg. 

## Népessége
1850-től a népesség alábbiak szerint alakult:
| Lakosok száma | 3041 | 2846 | 2899 | 2871 | 3138 | 3368 | 2911 | 2627 | 2415 | 2340 |
|               | 1850 | 1880 | 1900 | 1920 | 1941 | 1977 | 1992 | 2002 | 2011 | 2021 |

A 2011-es népszámlálás adatai alapján a község népessége 2415 fő volt, melynek 96,81%-a román Vallási hovatartozás szempontjából a lakosság 96,31%-a ortodox, 1,04% a Keresztyén Testvérgyülekezet tagja.

## Nevezetességei
A község területéről az alábbi épületek szerepelnek a romániai műemlékek jegyzékében:
- az oltalsósebesi Istenszülő elszenderedése templom (LMI-kódja SB-II-m-B-12543)
- a vöröstoronyi Szent Miklós-templom (SB-II-m-A-12574)
- kőkereszt Vöröstoronyban, a Bojca felé vezető úton (SB-IV-m-B-12639)

Országos szinten védett terület a vöröstoronyi őslénytani rezervátum.